# Centrální dispečink DPP
Centrální dispečink Dopravního podniku hl. m. Prahy, centrální dispečink MHD či centrální dispečink městské dopravy je brutalistická budova v ulici Na Bojišti na Novém Městě v Praze 2, sloužící jako dispečink městské dopravy v Praze. Jedná se o výškově i rozměrově výrazný objekt – má deset nadzemních a čtyři podzemní podlaží. Nejvyšší část převyšuje o tři patra okolní zástavbu; ustupuje za uliční čáru, díky čemuž nepůsobí z ulice tak vysoce, ale vynikne při pohledu z dálky. Zásahem Útvaru hlavního architekta hl. m. Prahy byl původní záměr o dvě patra snížen. Fasádu tvoří tvarované plechové prvky Royal v tmavě hnědé až černé barvě.

## Historie
Podle původních studií z roku 1970 měla budova stát na místě domu čp. 929 na nároží ulic Opletalovy a Politických vězňů.
Budova byla vystavěna v letech 1972 až 1978 na místě pěti či šesti zbořených původních novorenesančních činžovních domů převážně pavlačového typu v ulici Na Bojišti. Za návrhem stáli architekti Krajského projektového ústavu, manželé Eva Růžičková a Vratislav Růžička. Stavbu provedl národní podnik Metrostav.

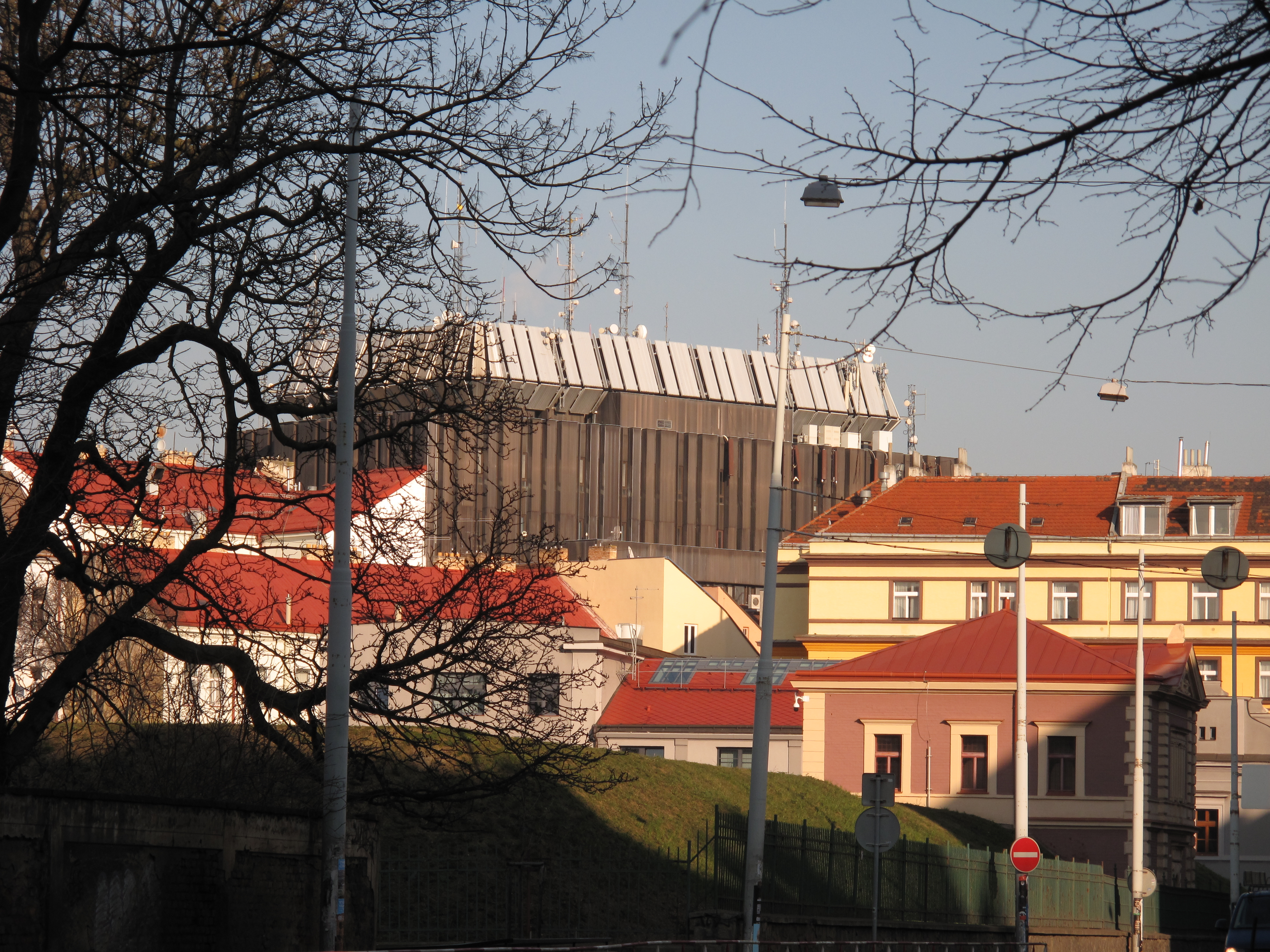

## Hodnocení
Budova sama není památkově chráněna, leží však na území Pražské památkové rezervace, která je pod názvem Historické centrum Prahy zapsána též do světového dědictví UNESCO. Památkový katalog Národního památkového ústavu ji hodnotí jako brutální zásah do městské památkové rezervace, který neměl vliv jen na konkrétní blok, ale na celé pražské panorama.
Podle architekta a popularizátora architektury Petra Kučery tato stavba vždy vyvolávala spíše negativní reakce. Vzdělávací platforma Scholastika ji zařadila do svého přednáškového cyklu Nejošklivější architektura Prahy. Údajně je budova přezdívána Mordor. V jedné z výzev k demolici je budova podle svého obložení přezdívaná „rezavý radiátor“ a je označována za vřed na krásném pražském panoramatu, ztělesněné komunistické zlovůle a výkřik normalizace.

## Využití
Budova je majetkem Dopravního podniku hl. m. Prahy. V organizačních přehledech Dopravního podniku hl. m. Prahy je budova označována zkratkou CD, stejnou zkratkou ve stylizovaném provedení je budova označena též na boční straně rizalitu čelní fasády. 
V budově jsou rozmístěny dispečerské uzly veřejné dopravy – metra, tramvají i autobusů či kanceláře. Dopravní podnik hl. m. Prahy má v budově své provozní a technické dispečinky. Sídlí zde zejména dopravní úsek s dopravním ředitelem a odbory Příprava provozu, Přepravní kontrola, Řízení a kontrola provozu, Jízdní řády, Organizace provozu, Dopravně provozní informace, vedení jednotek Provoz Tramvaje a Provoz Autobusy, dále útvary řízení a zabezpečení provozu jednotek Provoz Tramvaje a Provoz Autobusy a odbor Řízení provozu jednotky Provoz Metra, jednotka Provoz Tramvaje zde má i vedení provozovny Jízdní služba, pod niž spadají výpravny v jednotlivých vozovnách. Jednotka Správa vozidel zde má středisko pro správu služebních automobilů deponovaných v parkingu této budovy. Jednotka Dopravní cesta Metro má v budově CD svůj technologický dispečink, odbor Elektrodispečink, oddělení Automatizace ESZ (elektronických sdělovacích a zabezpečovacích zařízení), oddělení Automatizační technika, část provozu Telekomunikační technika a vedení provozu Zabezpečovací technika. Z ekonomického úseku v budově CD sídlí oddělení Distribuce jízdních dokladů a oddělení Prodej jízdních dokladů.
V přízemí budovy se nachází centrální předprodej jízdenek na Pražskou integrovanou dopravu, původně na městskou hromadnou dopravu, a doplatková pokladna, kde je možno hradit přirážky (pokuty) udělené cestujícím. V přízemí budovy se nachází také jídelna s kantýnou. Tyto přízemní části jsou přístupné veřejnosti. V podzemních podlažích se převážně nachází neveřejný parking. 
Technická správa komunikací hl. m. Prahy má v budově pracoviště tří oddělení: 1210 – oddělení provozu HDŘÚ (hlavní dopravní řídicí ústředny), 1220 – oddělení provozu telematických systémů a 2190 – oddělení dispečinku IIKS.
V budově údajně působila i dopravní policie.
Část operativního řízení, zejména pracoviště Technické správy komunikací hl. m. Prahy, má být přemístěna do nové budovy Multifunkčního operačního střediska Malovanka, které původně mělo být dokončeno v roce 2015, později bylo dokončení odloženo na rok 2023. Podle některých zpráv do ní původně měly být přemístěny i dispečinky Dopravního podniku hl. m. Prahy a operační pracoviště policie.